# Нелло Сантін
Нелло Сантін (італ. Nello Santin, нар. 3 липня 1946, Ераклеа) — італійський футболіст, що грав на позиції захисника. Чемпіон Італії у складі «Мілана» та «Торіно».
По завершенні ігрової кар'єри — тренер.

## Ігрова кар'єра
Народився 3 липня 1946 року в Ераклеа. Вихованець місцевої юнацької команди, а з 13 років — академії «Мілана».
У дорослому футболі дебютував восени 1963 року виступами за головну команду «Мілана». З 1965 року почав активно залучатися до матчів «россонері» і протягом двох сезонів мав статус гравця основного складу, зокрема долучившись до здобуття Кубка Італії у розіграші 1966/67. Утім із приходом на тренерський місток «Мілана» Нерео Рокко 1967 року Сантін місце в основному складі втратив, провівши ще три сезони у статусі резервного гравця команди, яка у цей період вигравала першість Італії, Кубок володарів кубків УЄФА, Кубок чемпіонів УЄФА та Міжконтинентальний кубок.
1970 року залишив рідний клуб, перейшовши на правах оренди до «Віченци», а за рік на умовах повноцінного контратаку став гравцем  «Сампдорії».
Своєю грою за останню команду привернув увагу представників тренерського штабу «Торіно», до складу якого приєднався 1974 року. Відіграв за туринську команду наступні п'ять сезонів своєї ігрової кар'єри. Зокрема був гравцем основного складу команди по ходу переможного для неї сезону 1975/76.
Завершив ігрову кар'єру у «Віченці», до якої повернувся 1979 року, і де провів декілька матчів протягом наступного сезону.

## Кар'єра тренера
Розпочав тренерську кар'єру невдовзі по завершенні кар'єри гравця, 1983 року, очоливши тренерський штаб клубу «Аоста».
Протягом другої половини 1980-Х і 1990-х років попрацював з низкою  італійських нижчолігових команд.
Останнім місцем тренерської роботи був клуб «Про Верчеллі», головним тренером команди якого Нелло Сантін був з 2003 по 2004 рік.

## Титули і досягнення
- Володар Кубка Італії (1):

«Мілан»: 1966-1967
- Чемпіон Італії (2):

«Мілан»: 1967-1968
«Торіно»: 1975-1976
- Володар Кубка Кубків УЄФА (1):

«Мілан»: 1967-1968
- Володар Кубка чемпіонів УЄФА (1):

«Мілан»: 1968-1969
- Володар Міжконтинентального кубка (1):

«Мілан»: 1969